# Чабан Іван Іванович
Іван Іванович Чабан (нар. 24 липня 2006, Дніпропетровськ, Україна) — український футболіст, опорний півзахисник юнацької команди львівських «Карпат».

## Життєпис
Народився в Дніпропетровську. В юнацькому чемпіонаті Дніпропетровської області та ДЮФЛУ виступав за місцеві клуби АФК «Дніпро-2005», «Дніпро» та ДАФ «Дніпро». На початку серпня 2022 року перебрався до «Дніпра-1», де виступав за юнацьку команду, але з 16-річного віку тренувався з першою командою. Вперше до заявки дорослої команди потрапив 23 жовтня 2022 року на переможний (1:0) виїзний поєдинок 9-го туру Прем'єр-ліги України проти харківського «Металіста». Іван залишався на лаві запасних усі 90 хвилин
На початку березня 2024 року підписав контракт з «Карпатами». З початку зимово-весняної частини сезону 2024/25 років тренувався разом з першою командою «зелено-білих». У футболці львівського клубу дебютував 6 березня 2025 року в нічийному (0:0) виїзному поєдинку 20-го туру Прем'єр-ліги України проти полтавської «Ворскли». Чабан вийшов на поле на 80-й хвилині замість Яна Костенка.